# 욕계 마음
욕계 마음(팔리어: kāmāvacaracittāni, kāmāvacara-cittāni, kāmāvacara citta)은 특히 상좌부의 교학과 아비담마 그리고 수행에서 사용하는 용어로, 욕계 · 색계 · 무색계 · 출세간에 속한 총 89가지 마음 또는 총 121가지 마음 중 욕계에 속한 마음들을 말한다. 다음과 같은 총 54가지가 있다.
- 욕계의 해로운 마음  12가지, 즉, 욕계의 불선(不善)한 마음 12가지
- 욕계의 원인 없는 마음 18가지, 즉, 욕계의 무기(無記)의 마음 18가지
- 욕계의 아름다운 마음 24가지, 즉, 욕계의 선(善)한 마음과 선에 귀속시킬 수 있는 무기의 마음을 합한 24가지

## 욕계의 해로운 마음
욕계의 해로운 마음 12가지는 다음과 같다.
- 탐욕에 뿌리박은 마음 8가지, 즉, 3불선근 중 탐을 직접적 원인으로 하여 발생하는 마음 8가지[4]
- 성냄에 뿌리박은 마음 2가지, 즉, 3불선근 중 진을 직접적 원인으로 하여 발생하는 마음 2가지[5]
- 어리석음에 뿌리박은 마음 2가지, 즉, 3불선근 중 치를 직접적 원인으로 하여 발생하는 마음 2가지[6]

## 욕계의 원인 없는 마음
욕계의 원인 없는 마음 18가지는 다음과 같다.
- (원인 없는) 해로운 과보의 마음 7가지, 즉, 나쁜 과보(마음에 들지 않는 과보)로서의 마음 7가지[9]
- 원인 없는 유익한 과보의 마음 8가지, 즉, 좋은 과보(마음에 드는 혹은 아주 마음에 드는 과보)로서의 마음 8가지[10]
- 원인 없는 작용만 하는 마음 3가지, 즉, 오문전향의 마음(五門轉向心) · 의문전향의 마음(意門轉向心) · 미소 짓는 마음의 3가지[11]

## 욕계의 아름다운 마음
욕계의 아름다운 마음 24가지는 다음과 같다.
- 욕계 유익한 마음 8가지, 즉, 욕계의 선(善)한 즉 유익한 마음 8가지[14]
- 욕계 과보의 마음 8가지, 즉, 욕계 유익한 마음의 과보로서의 마음 8가지[15]
- 욕계 작용만 하는 마음 8가지, 즉, 붓다나 아라한의 선(善)한 작용의 마음 8가지[16]

## 아름다운 마음과 아름답지 않은 마음
욕계의 해로운 마음 12가지와 욕계의 원인 없는 마음 18가지를 합하여 '욕계의'라는 한정사를 사용하지 않고 그냥 아름답지 않은 마음 30가지라고 한다. 욕계의 해로운 마음(간단히, 해로운 마음)은 탐 · 진 · 치의 3불선근과 함께하기에, 욕계의 원인 없는 마음은 무탐 · 무진 · 무치의 3선근과 함께하지 않기에 이들을 통칭하여 '아름답지 않은' 마음이라고 한다.
한편, 색계와 무색계의 마음에 대해서는 '고귀하다'는 형용사를 사용한다. 색계와 무색계에는 무기의 마음과 선한 마음만 있으며 불선의 마음이 없기 때문이다. '고귀하다'의 팔리어 원어 mahaggata(마학가따)의 문자 그대로의 뜻은 '크게 성장한, 발전한, 일반적 상태를 뛰어넘은'의 의미로, 색계와 무색계에서 획득한 마음들 즉 선정(본삼매, 4선과 4무색정)에서 획득한 마음들로서 욕계 마음에 비하여 크게 발전한 마음들, 욕계 마음을 뛰어넘은 마음들을 뜻한다.    길의 도상에서 진정 발전이라 할만하기 때문이다.
그리고 욕계의 아름다운 마음을 '욕계의'라는 한정사를 사용하지 않고 그냥 아름다운 마음이라고도 하는데, 이 때는 욕계를 전제한 상태에서의 표현이다. 색계 · 무색계 · 출세간의 마음은 모두 3선근에 바탕하여 크게 개발된 마음이어서 이들 모두가 아름다운 마음이라고 불리기 때문에, 욕계라는 전제가 없는 상태에서의 아름다운 마음이란 욕계 · 색계 · 무색계 · 출세간의 마음 총 89가지 또는 121가지에서 아름답지 않은 마음 30가지를 제외한 59가지 또는 91가지의 마음을 뜻한다. 정리하자면, 욕계에는 총 54가지 마음이 있는데, 그 중에서 30가지는 아름답지 않은 마음이고 24가지는 아름다운 마음이다. 모든 마음은 그 수가 총 89가지 또는 121가지인데, 그 중에서 30가지는 아름답지 않은 마음이고 59가지 또는 91가지는 아름다운 마음이다.
그리고 욕계 · 색계 · 무색계의 마음, 즉, 세간의 마음을 초월한 출세간의 마음에 대해선 그대로 '출세간의'라는 형용사를 사용한다. 출세간의 마음이란 수다원 · 사다함 · 아나함 · 아라한 · 보살(초지~십지) · 붓다의 무루의 마음을 말한다. 크게 말해, 출세간의 마음은 작용은 하지만 업을 쌓지 않는다. 따라서 후유(後有)를 낳지 않는다. 세간의 마음은 작용하여 업을 쌓는다. 따라서 후유를 낳는다. 즉, 윤회한다. 이에 비해 출세간의 마음은 몸 · 말 · 뜻으로 선한 행위를 하지만 그 행위는 선업을 쌓지 않고, 선업에 비할 수 없는 출세간의 지혜 즉 무루의 지혜 즉 완전한 깨달음의 힘 즉 진여의 무분별지가 더욱 더 잘 발현되게 한다.

## 원인 없음과 과보
'욕계의 원인 없는 마음' 또는 '원인 없는 마음'이란 아무런 원인도 없이 욕계에 생겨난 마음 즉 욕계에서 우연히 생겨난 마음이라는 뜻이 아니다. 현생에서 가지고 태어난 마음은 그 자체로서는 인과에 따른 과보, 즉, 자신이 쌓은 업의 결과이다. 그리고 이와 같은 규모가 큰 과보뿐만 아니라 모든 과보는 나쁜 것 즉 괴로운 것이거나, 좋은 것 즉 즐거운 것이거나, 나쁘지도 좋지도 않는 것 즉 괴롭지도 즐겁지도 않은 것으로 나뉘는데, 나쁨(괴로움)과 좋음(즐거움)은 그 자체로는 선도 불선도 아닌 무기(無記) 즉 '원인 없는 것' 즉 '미래에 새로운 과보를 낳을 만한 원인이 되지 못하는 것 즉 그러한 원인으로서의 힘이 없는 것'을 뜻한다.
한편, 이와 같이 과보로서의 마음은 모두 "원인으로서의 힘이 없는" 무기이지만, 그것이 마음인 이상 어떤 작용력을 가질 것 같은데, 잠재적으로라도 전혀 아무런 원인, 즉, 뿌리, 즉 3불선근(탐 · 진 · 치) 또는 3선근(무탐 · 무진 · 무치)이 없는가 하는 점에서 볼 때, 과보로서의 마음에 3불선근도 3선근도 정말 전혀 없을 때 "원인 없는"이라고 한다. 즉, "원인 없는 마음"이란 그 마음 자체로서는 잠재적인 것을 고려하여서도 완전한 무기인 것을 뜻한다. 
즉, 욕계의 원인 없는 마음에 속한 과보로서의 마음인 (원인 없는) 해로운 과보의 마음과 원인 없는 유익한 과보의 마음은 이러한 유형의 완전한 무기이다. 즉, 그것 안에 어떠한 잠재적인 3선근도 3불선근도 없다. 다시 말해, 해로운 과보의 마음은 괴로운 과보를 만나서 그것을 인식하는 마음이므로 현재 괴로워하는 마음이고, 원인 없는 유익한 과보의 마음은 즐거운 과보를 만나서 그것을 인식하는 마음이므로 현재 즐거워하는 마음인데, 각각에게 괴로움과 즐거움이 존재하지만 이 둘 자체에는 어떠한 잠재적인 3선근도 3불선근도 없다. 예를 들어 말하자면, 바늘에 찔려서 현재 괴로워하는 마음에 3선근이나 3불선근이 있을리 없고, 영화보고 현재 즐거워하는 마음에 3선근이나 3불선근이 있을리 없는 것이다.  다만, 불교에서는 이런 그다지 중요치 않고 무시할 만한 일조차도 인과법칙 즉 업과 업의 과보의 법칙에 따라 일어난다고 말하고 있는 것이다. 
이에 비해, 욕계 아름다운 마음에 속한 욕계 과보의 마음은 과보로서의 마음이기 때문에 그 자체로서는 선도 불선도 아닌 무기이지만, 잠재적으로 3선근의 일부 또는 전부를 가지고 있다. 즉, 원인 즉 뿌리가 있다. 따라서 현재에서 선업(유익한 업)을 더 잘 쌓을 수 있게 보조한다. 다시 말해, 욕계 과보의 마음은 원인 없는 유익한 과보의 마음보다 더 즐거운 과보를 만나서 그것을 인식하는 마음이므로 현재 더 즐거워하는 마음인데, 이 뿐만 아니라 이 마음에는 3선근의 일부 또는 전부가 잠재적으로 있다. 말하자면, 업과 업의 과보에 대한 앎[무치]을 가지고 봉사활동[무탐과 무진]을 한 사람은 그 봉사활동에서 커다란 기쁨을 느끼게 되고 또한 잠재적으로 무탐 · 무진 · 무치의 3선근이 강화되어 봉사활동을 더하게 될 뿐 아니라 다른 일에서도 선업을 쌓아 점점 더 삶이 행복하게 될 가능성이 큰 것이다. 
그리고 다른 한편으로는, 즐거운 과보로서의 마음으로는 욕계의 원인 없는 마음과 욕계 과보의 마음의 두 가지가 있는 것과는 달리, 괴로운 과보로서의 마음으로는 해로운 과보의 마음 하나 뿐인데, 이 해로운 과보의 마음 안에 어떠한 3선근도 3불선근도 없다는 것은 매우 커다란 희망적인 메시지이다. 이것은 지금 겪고 있는 모든 해로운 과보의 마음 즉 '현재의 어떠한 형태의 괴로움'도 그 자체는 앞으로의 일을 나쁘게 만들거나 좋게 만들거나 할 자체적인 힘이 없는 것이니 잘 참아내면서 새로운 선한 힘을 보태서 나아가라는 메시지이기도 하다. 이 메시지와 더불어 즐거운 과보에 욕계 과보의 마음이 있다는 것은, 불교의 세계관으로 볼 때, 이 세계 즉 우리가 몸을 받아 살고 있는 욕계가 비록 고의 세계이기는 하지만 결코 잔혹한 것이 아니라 자비의 세계이며, 이것이 진실이라고 말하고 있는 것이다.
한편, 이러한 점과는 별개의 사항으로, 모든 과보로서의 마음에는 선함과 악함은 존재하지 않지만 좋은 것과 나쁜 것이 반드시 존재한다. 특별한 노력을 기울이지 않는 한, 좋은 것이 많으면 그 좋은 것이 바탕(조건)이 되어 선한 작용이 보태져 3선근(선함: 현재와 미래가 좋아지게 함)을 뿌리고 또한 더 강화시킬 가능성이 크고, 나쁜 것이 많으면 그 나쁜 것이 바탕(조건)이 되어 불선한 작용이 보태져 3불선근(악함: 현재와 미래가 나빠지게 함)을 뿌리고 또한 더 강화시킬 가능성이 큰 것이 현실의 삶의 실제 모습이다. 성경의 표현을 빌어 말하자면, 가진 자가 더 많이 가지고 못가진 자가 가진 것마저 잃는다.
무기의 과보 즉 결과에 대해 마음이 새로운 선이나 불선의 작용을 가할 때 비로소 새로운 과보를 낳게 된다. 달리 말해, 욕계의 54가지 마음들 중 욕계의 해로운 마음 12가지와  욕계 유익한 마음 8가지의 총 20가지만이 새로운 과보 즉 후유(後有)를 낳을 수 있으며 또한 반드시 낳게 된다. 작용만 하는 마음, 즉, 원인 없는 작용만 하는 마음 3가지와 욕계 작용만 하는 마음 8가지는 현재의 과보에 대해 새로운 무기 또는 선(善)의 작용을 가하기는 하지만 새로운 과보 즉 휴유를 낳지는 않는다. 여기서, 선의 작용이 후유를 낳지 않는다는 것은 이 때의 선은 열반을 성취한 붓다 또는 아라한이 행하는 선으로, 어떤 보답도 기대하지 않는 선, 무주상보시(無住相布施)이기 때문이다. 즉, 아라한의 행위는 후유로 이어질 만한 어떠한 단서(즉, 일호의 욕구)도 없으므로, 작용이 끝난 후 바로 완전히 소멸하고 후유를 낳을 어떠한 업도 쌓지 않는다. 한편, 현생에 태어날 때 가지고 태어난 과보 또는 과보의 마음을 전통적인 불교 용어로는 이숙과(異熟果) 또는 이숙심(異熟心)이라고 한다.